# Dega Damot
Dega Damot är ett distrikt i Etiopien. Det ligger i den centrala delen av landet, 270 km nordväst om huvudstaden Addis Abeba.